# Agial Art Gallery
Agial Art Gallery (англ. Agial Art Gallery, араб. غاليري اجيال للفنون التشكيلية‎) — галерея современного искусства в районе Ras Beirut столицы Ливана города Бейрут, основанная коллекционером Салехом Баракатом в 1990 году; является одной из ведущих галерей в Ливане и в арабском мире, в целом; проводит временные выставки как известных художников, так и начинающих авторов; владеет собственной коллекцией, сфокусированной на современном ближневосточном искусстве.

## История и описание
Художественная галерея «Agial Art Gallery» была основана в 1990 году в Бейруте (Ливан) коллекционером Салехом Баракатом. Галерея, расположенная в районе Ras Beirut, фокусируется на представлении современного ливанского и ближневосточного (арабского) искусства, в целом; за годы своего существования стала одним из ведущих в стране учреждений, деятельность которых посвящена современному искусству. В 25-летней годовщине открытия, 25 мая 2016 года у галереи появилась новая площадка, названная именем основателя — «Saleh Barakat Gallery». Новый зал разместился в переоборудованном бывшем кинотеатре «Cinema Clemenceau» (также известном как «Masrah Al-Madina»); планирование нового помещения и его ремонт заняли три года.
Помимо основной галереи в здании разместился и меньший зал «The Upper Gallery» (букв. верхняя галерея), в котором проводятся меняющиеся выставки из постоянной коллекции и небольшие специализированные экспозиции. Программа «The Upper Gallery» предназначена для освещения проектов, которые являются экспериментальными (пытаются выйти за рамки сложившихся художественных практик) или не требуют обширных пространств для своей демонстрации. Выставочная политика «Agial Art Gallery» предполагает как работу с известными авторами, так и презентацию начинающих художников — в рамках временных выставок. При создании своей постоянной коллекции, галереи стремится отразить историю развития ближневосточного искусства — «трансформацию художественных практик в одном из самых динамичных регионов мира».
В период с 2018 по 2019 года галерея провела персональные выставки Мазена Рифаи, Махмуда Ходжея («Mahmoud Hojeij — Undocumented»), Рима Амюни («Rima Amyuni — Two in One»), Семаана Кавама («Semaan Khawam — Birdman»), а также — ливанской художницы и писательницы Чазы Шарафеддин (род. 1964) «Chaza Charafeddine — Maidames», являвшейся в 1992—1994 годах специалистом по танцевально-двигательной терапии в институте «La Branche Institute» в швейцарской коммуне Савиньи (кантон Во). Кроме того, в тот же период, галерея приняла участие в международных художественных ярмарках «Beirut Art Fair», «Art Dubai» и «Abu Dhabi Art».